# Carl Bosch (Politiker)
Carl Bosch (* 15. Dezember 1797 in Hechingen; † 21. April 1883 ebenda) war ein deutscher Arzt und Abgeordneter der Hechinger Landesdeputation.

## Leben
Bosch besuchte das Gymnasium in Konstanz und studierte danach Medizin an der Universität Freiburg, wo er 1827 zum Dr. med. promoviert wurde. Danach arbeitete er als Wundarzt und Geburtshelfer in Hechingen.
Bosch war seit 1835 Mitglied der Hechinger Landesdeputation, des Landtags des Fürstentums Hohenzollern-Hechingen. Er wurde 1835 im Wahlbezirk VI (Hechingen) gewählt. Er galt als freisinniger und fortschrittlicher Mann.